# 袋犬目
袋犬目（学名：Sparassodonta）是由袋犬、袋劍虎等史前動物組成的演化支，属于后兽下纲，生活在古新世至上新世時期的南美洲，当时南美洲與其他大陸分離。一度被認為是真正的有袋類，後認為為其姐妹群。這些食肉哺乳動物酷似其他大洲各自演化的食肉胎盤動物，並經常被引用作為趨同演化的例子。之後南北美洲合併而發生南北美洲生物大遷徙,北美洲的大型食肉胎盤哺乳類取代了牠們，最後完全滅絕。

## 特徵
雖然袋犬目生物特徵與胎盤食肉動物有許多相似之處，但兩者並不是近親，是趨同進化的一個例子。例如，袋犬目生物的臼齒非常類似胎盤食肉動物鋒利的牙齒；犬齒也被加長，並有時類似於劍齒虎。他們的身體尺寸各不相同，從長80公分到現代大型貓科動物的大小不等。